# Jennifer Dahlgren
Jennifer Dahlgren Fitzner (Buenos Aires, 21 april 1984) is een Argentijnse atlete, die is gespecialiseerd in het kogelslingeren, kogelstoten en discuswerpen. Viermaal nam ze deel aan de Olympische Spelen, maar bleef medailleloos.

## Loopbaan
Op de Olympische Spelen van 2004 in Athene geraakte Dahlgren met beste worp van 59,52 m niet door de kwalificaties van het kogelslingeren. Ze eindigde als 43e. Ook op de Olympische Spelen van 2008 strandde ze in de kwalificaties met een beste worp van 66,35, goed voor een 29e plaats. In 2012 eindigden de Olympische Spelen van Londen in een deceptie. Ze wist in de kwalificatieronde geen geldige poging te produceren en eindigde op een laatste plaats. In 2016 nam ze deel aan de Olympische Spelen van Rio, maar bleef ze wederom steken in de kwalificatieronde.
Dahlgren is een dochter van Irene Fitzner, die in 1972 deelnam aan de Olympische Spelen.

## Titels
- Zuid-Amerikaans kampioene kogelslingeren - 2005, 2006, 2011
- Ibero-Amerikaans kampioene kogelslingeren - 2010
- Pan-Amerikaans jeugdkampioene - 2003
- Zuid-Amerikaans kampioene U23 - 2006
- Zuid-Amerikaans juniorkampioene kogelslingeren - 2000, 2001, 2002
- Zuid-Amerikaans jeugdkampioene kogelslingeren - 2000

## Persoonlijke records
Outdoor
| Onderdeel      | Prestatie    | Datum         | Plaats       |
| -------------- | ------------ | ------------- | ------------ |
| kogelslingeren | 73,74 m (AR) | 10 april 2010 | Buenos Aires |
| kogelstoten    | 15,04 m      | 10 mei 2003   | Austin       |
| discuswerpen   | 44,28 m      | 17 april 2003 |              |

Indoor
| Onderdeel   | Prestatie | Datum            | Plaats     |
| ----------- | --------- | ---------------- | ---------- |
| kogelstoten | 15,54 m   | 14 februari 2004 | Blacksburg |

## Prestaties

### kogelstoten
- 2002:  Zuid-Amerikaanse jeugdkamp. - 13,61 m
- 2003:  Pan-Amerikaanse jeugdkamp. - 14,26 m

### discuswerpen
- 2002:  Zuid-Amerikaanse jeugdkamp. - 41,41 m

### kogelslingeren
- 2000:  Zuid-Amerikaanse jeugdkamp. - 54,95 m
- 2000: 11e in kwal. WK U20 - 50,49 m
- 2001:  Zuid-Amerikaanse jeugdkamp. - 57,50 m
- 2001: 4e WK junioren - 56,96 m
- 2002:  Zuid-Amerikaanse jeugdkamp. - 55,73 m
- 2002: 5e WK junioren - 59,48 m
- 2003:  Pan-Amerikaanse jeugdkamp. - 58,61 m
- 2004:  Ibero-Amerikaanse kamp. - 63,72 m
- 2004: 22e in kwal. OS - 59,52 m
- 2005:  Zuid-Amerikaanse kamp. - 65,05 m
- 2006:  Zuid-Amerikaanse kamp. - 69,07 m
- 2007:  Pan-Amerikaanse Spelen - 68,37 m
- 2007: 10e in kwal. WK - 65,64 m
- 2008: 15e in kwal. OS - 66,35 m
- 2009: 6e in kwal. WK - 68,90 m
- 2010:  Ibero-Amerikaanse kamp. - 70,91 m
- 2010: 5e IAAF/VTB Bank Continental Cup - 66,25 m
- 2011: 10e WK - 69,72 m
- 2012: NM in kwal. OS
- 2013: 8e in kwal. WK - 68,90 m
- 2015: 11e in kwal. WK - 67,68 m
- 2016: 13e in kwal. OS - 63,03 m